# Яндушево (Горномарийский район)
Яндушево (мар. Яндусола) — деревня в Горномарийском районе Марий Эл Российской Федерации. Входит в состав Виловатовского сельского поселения.
Численность населения — 78 чел. (2010 год).

## География
Располагается в 6 км от административного центра сельского поселения — села Виловатово.

## История
Название деревни происходит от имени её первооснователя. Впервые упоминается в 1795 году.

## Население
| 2002 | 2010 |
| ---- | ---- |
| 92   | ↘78  |